# アテローム
病理学においてアテローム（英:Atheroma、複数形:Atheromata）とは、脂質（コレステロールや中性脂肪）、カルシウムや様々な線維性結合組織を含んだ細胞（ほとんどマクロファージ）や細胞の死骸から構成された動脈血管内での蓄積物であり固まりである。心臓や動脈で問題になるアテロームは、通常、粥腫（じゅくしゅ、en:atheromatous plaques）である。アテロームは、不健康な状態であるが、ほとんどの人で見つかっている。

## 参考
1. ↑  Aldons J. Lusis (2000-09-14). “Atherosclerosis”. Nature 407 (6801):  233–241. doi:10.1038/35025203. PMC 2826222. PMID 11001066.

- Glagov S, Weisenberg E, Zarins CK, Stankunavicius R, Kolettis GJ (May 1987). “Compensatory enlargement of human atherosclerotic coronary arteries”. N Engl J Med. 316 (22):  1371–5. PMID 3574413.

- Vos E, Rose CP (Nov 2005). “Questioning the benefits of statins”. CMAJ 173 (10):  1207; author reply 1210. doi:10.1503/cmaj.1050120. PMC 1277053. PMID 16275976.